# Guy Crescent Fagon
Guy-Crescent Fagon (Paris, 11 de maio de 1638 — Paris, 11 de março de 1718) foi um médico e botânico francês.

## Biografia
Era filho de Henri Fagon, comissário das guerras, e de Louise de La Brosse, sobrinha de Guy de La Brosse (1586-1641), fundador do Jardim do Rei.
Foi órfão de pai muito cedo e um estudante brilhante. Obteve seu título de doutor em medicina em 9 de dezembro de 1664. Exerceu a prática de medicina em 1666 e 1667. Estudou botânica em particular com Pierre Magnol (1638-1715), botânico em Montpellier.
Antoine Vallot (1595 ou 1596-1671) convidou-o para coletar plantas da França. Contribuiu para o embelezamento e enriquecimento do Jardim das Plantas de Paris efetuando excursões botânicas em Auvergne, na Provença, nos Alpes e nos Pireneus. Colaborou na produção do primeiro catálogo do Jardim, Hortus regius, que Denis Joncquet (?-1671) publicou em 1665. Este trabalho, redigido em grande parte por Fagon, continha a descrição de 4 000 espécies de plantas.
A morte de Joncquet permitiu-lhe obter um posto de auxiliar de demonstrador. No ano seguinte, obteve o posto de demonstrador em farmácia.
Fagon distinguiu-se na prática da medicina, assumindo o posto de médico principal do rei Luís XIV em 1693 após Antoine d'Aquin (1620-1696), e foi diretor do jardim botânico do rei. Ele foi o primeiro a colocar em dúvida os benefícios do tabaco sobre a saúde.
Ao seu pedido, Luís XIV autorizou as explorações científicas de Charles Plumier para a América, de Louis Éconches Feuillée ao Peru e de Joseph Pitton de Tournefort para a Ásia.
Ele foi um dos primeiros a reconhecer a eficácia das águas de Barèges e da quinquina. Redigiu um trabalho sobre as qualidades da quinquina ( "Qualités de Quinquina") em  1703.
Em 1699, tornou-se membro da Academia das ciências da França.

## Fonte
- "Guy-Crescent Fagon", Marie-Nicolas Bouillet e Alexis Chassang (dir.), Dictionnaire universel d'histoire et de géographie, 1878.